# Биссен
Биссен (люкс. Bissen, фр. Bissen) — коммуна в Люксембурге, располагается в округе Люксембург. Коммуна Биссен является частью кантона Мерш. В коммуне находится одноимённый населённый пункт.
Население составляет 2615 человек (на 2008 год), в коммуне располагаются 934 домашних хозяйств. Занимает площадь 20,75 км² (по занимаемой площади 51 место из 116 коммун). Наивысшая точка коммуны над уровнем моря составляет 358 м. (91 место из 116 коммун), наименьшая 214 м. (35 место из 116 коммун).

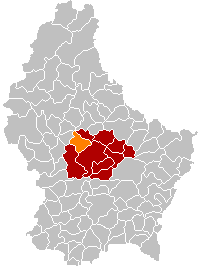
Оранжевый цвет — коммуна Биссен, красный — кантон Мерш.